# Saumon atlantique
Salmo salar
Espèce
Statut de conservation UICN

 NT A2bd : Quasi menacé

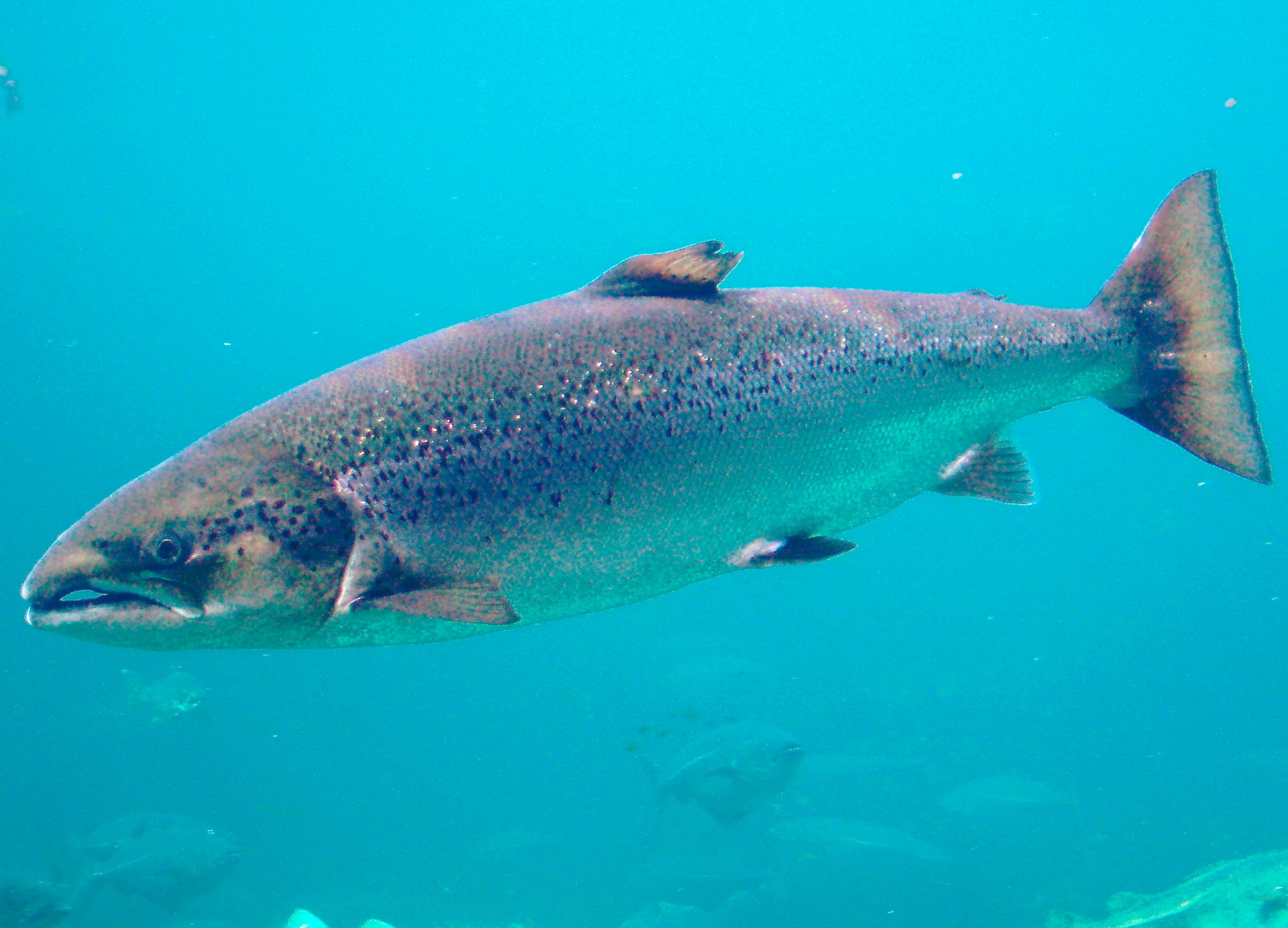

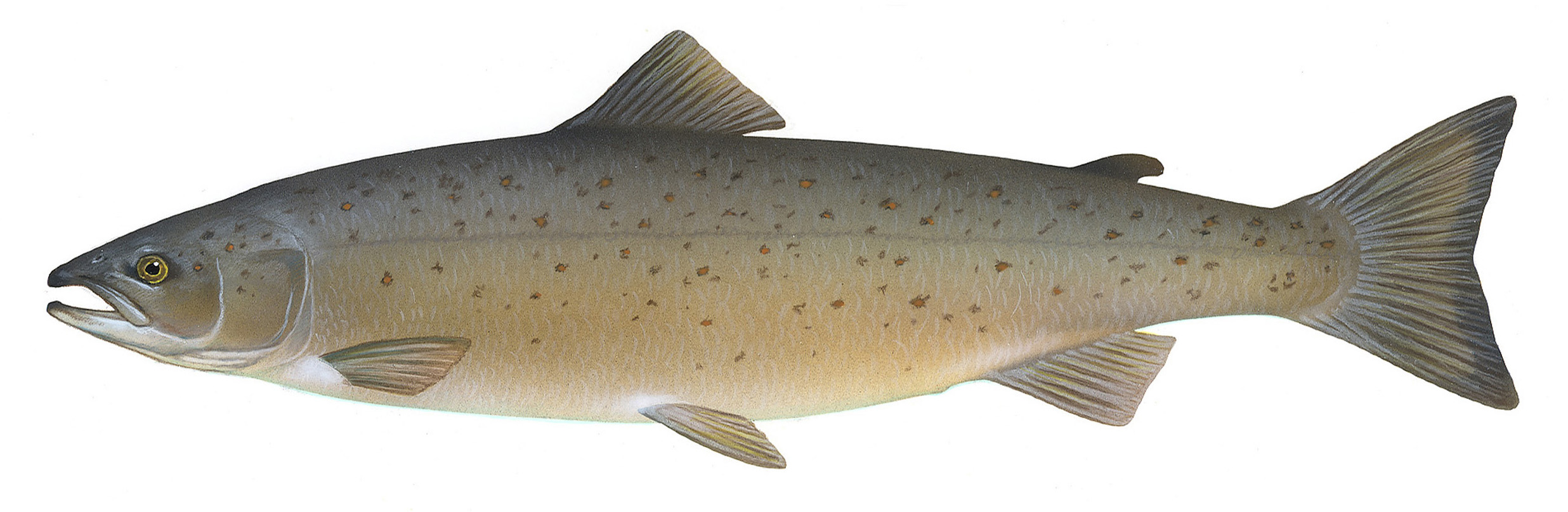

Le saumon atlantique ou saumon de l'Atlantique (Salmo salar) est une espèce de poissons (saumons) appartenant à la famille des Salmonidés. Il vit dans les zones tempérées, fraîches et froides de l'océan Atlantique.
Il est élevé de façon intensive en pisciculture (en mer, en cages flottantes) depuis les années 1980. La Norvège en est le plus gros producteur.

## Description
- Longueur maximale observée : 150 cm pour le mâle et 120 cm pour la femelle.
- Poids maximum : 25 kg, avec un record de 35,89 kg[1]
- Longévité maximale observée : entre 9 et 11 ans.

## Répartition géographique

Répartition géographique du saumon atlantique.

Il est originellement présent dans quasiment tous les pays baignés par l'océan Atlantique situés au nord du fleuve Hudson (États-Unis) et du fleuve Miño/Minho (Espagne/Portugal). Cette aire de répartition inclut la mer Baltique et se prolonge jusqu’à la péninsule de Kola en Russie.

## Cycle de vie

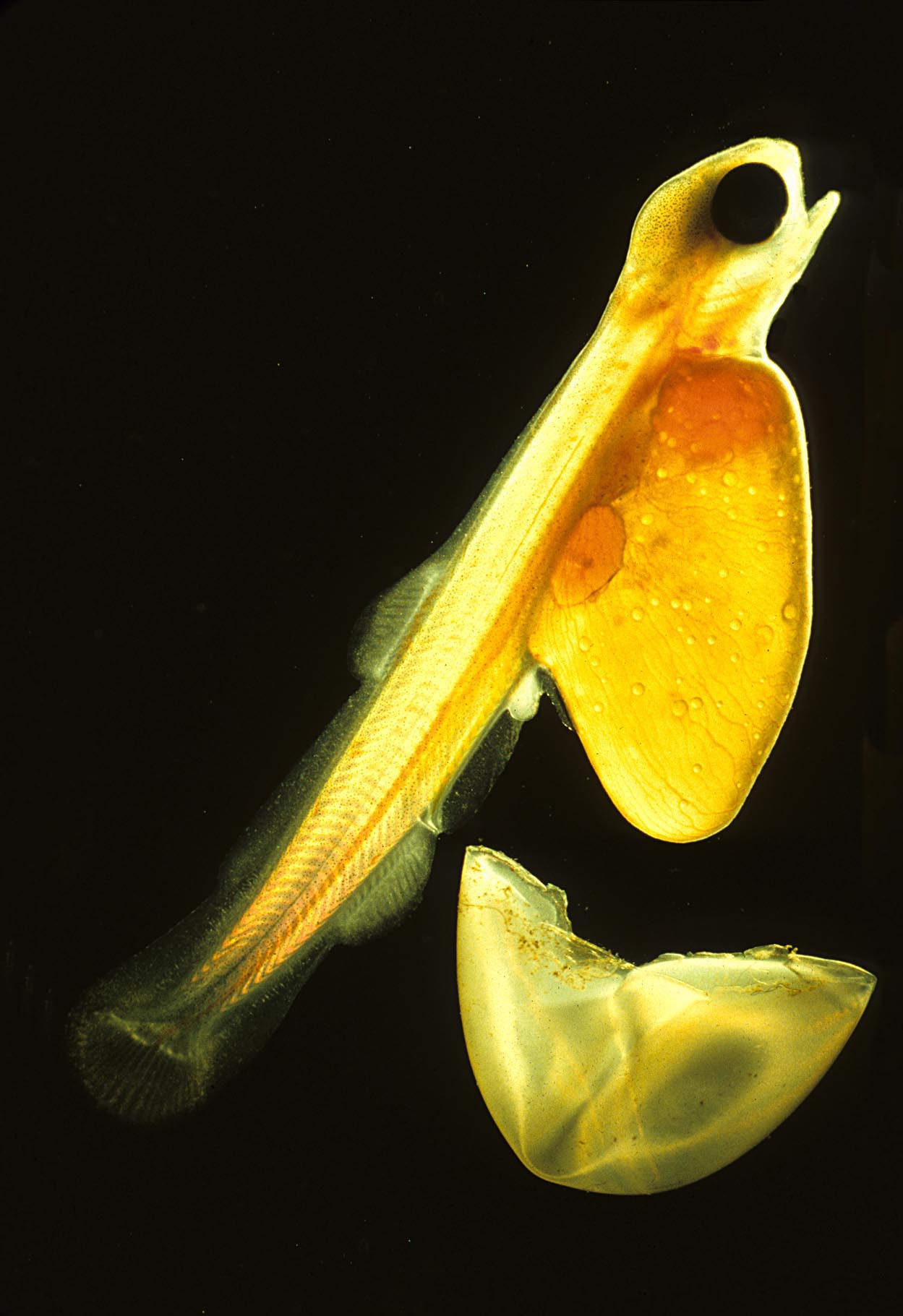
Alevin d'un saumon atlantique.

- Comme tous les autres saumons, il revient à sa rivière natale pour rejoindre ses frayères près des sources, dans les bassins versants, de la fin de l'automne (pour les axes migratoires très longs) jusqu'au printemps; en Amérique du Nord. Le retour (dévalaison) se fait essentiellement durant l'été. L'adulte sexuellement mature a passé de un à trois ans en mer, ce qui explique les différences de taille des saumons (dont le poids double à chaque année passée en mer) ; selon leur stade de croissance on les nomme :

Les madeleineaux ou unibermarins dont le poids est près de 2 kg ont passé un (1) an en mer.
Les dibermarins dont le poids est d'environ 4,5 kg ont passé deux (2) ans en mer.
Les tribermarins dont le poids dépasse 8 kg ont passé trois (3) ans en mer.
Le saumon atlantique peut survivre à plusieurs fraies. Lorsqu'il revient pour se reproduire, on le nomme alors rédibermarin et son poids peut varier de 2 à plus de 20 kg.
- Fraîchement arrivés en rivière, ils ont une couleur très argentée, qui va cependant s'assombrir durant l'été. Ils cessent alors de se nourrir et cherchent à remonter la rivière vers le site où ils sont nés. À la fin de l'automne, les saumons auront rejoint les frayères, souvent en amont et qui ont comme caractéristiques d'avoir une eau peu profonde, bien oxygénée par un bon courant et ayant un lit de gravier.
- Les œufs pondus à l'automne passent tout l'hiver enfouis dans le gravier, oxygénés par l'eau rapide de la rivière.
- L'éclosion a lieu en mars ou en avril, en fonction de la température. Les alevins s'enfouissent alors un peu plus profondément dans le gravier de la rivière, ce qui leur évite d'être emportés lors de la débâcle printanière. Ils y demeurent 5 à 6 semaines, se nourrissant du contenu de leur sac vitellin. Fin avril, début mai, les alevins émergent du gravier et commencent à s'alimenter de larves d'insectes. Ils fréquentent les endroits où la rivière est peu profonde et le courant important (radier).
- La croissance en rivière est très variable selon que l'on se trouve au sud ou au nord de l'aire de répartition de l'espèce. En Amérique du Nord, à la fin du premier été, les alevins mesurent environ 5 cm et prennent alors le nom de tacons. Les tacons sont très semblables physiquement à leurs cousines les truitelles, qui fréquentent les mêmes rivières.
- Après deux à trois années en rivière, parfois plus, les tacons mesurent environ 12 à 15 cm et sont prêts à s'en aller en mer au printemps. Leur livrée devient argentée, presque identique à celle des adultes. Il semblerait que ce soit à cette période que le smolt ou saumonneau mémorise l'odeur de sa rivière : c'est la smoltification.
- À la crue du printemps les pré-smolts ou smolts, dévalent vers la mer. La grande majorité quittera les estuaires pour entreprendre une migration qui les conduira sur les côtes du Labrador, de Terre-Neuve et du Groenland.

## Ouananiche
Le saumon d'eau douce est une variété de la même espèce que Salmo salar mais qui vit uniquement en eau douce, surtout sur les grands plans d'eau (Lac Saint-Jean, Lac Memphrémagog, Lac-au-Sorcier, Lac de Moosehead, Lac Champlain) du Québec et qui fraye dans les rivières. Les anglophones appellent cette variété "landlocked salmon". Les Québécois préfèrent le terme "ouananiche" emprunté aux langues autochones locales (cris, attikameks, innus) pour wananich, lui-même issu de ouan(an) « saumon égaré, perdu » et de –ichi « petit », soit un saumon de mer adapté à la vie en eau douce, et par conséquent un petit égaré.
Cette variété se nourrit surtout de poissons fourrages comme l'éperlan arc-en-ciel.

## Pêche commerciale

### Canada
La pêche commerciale au saumon atlantique fait l'objet d'un moratoire de la part du gouvernement canadien depuis 1998. Ces mesures font partie de la stratégie intégrée du gouvernement canadien pour la conservation à long terme du saumon atlantique.

## Pêche sportive

### Canada

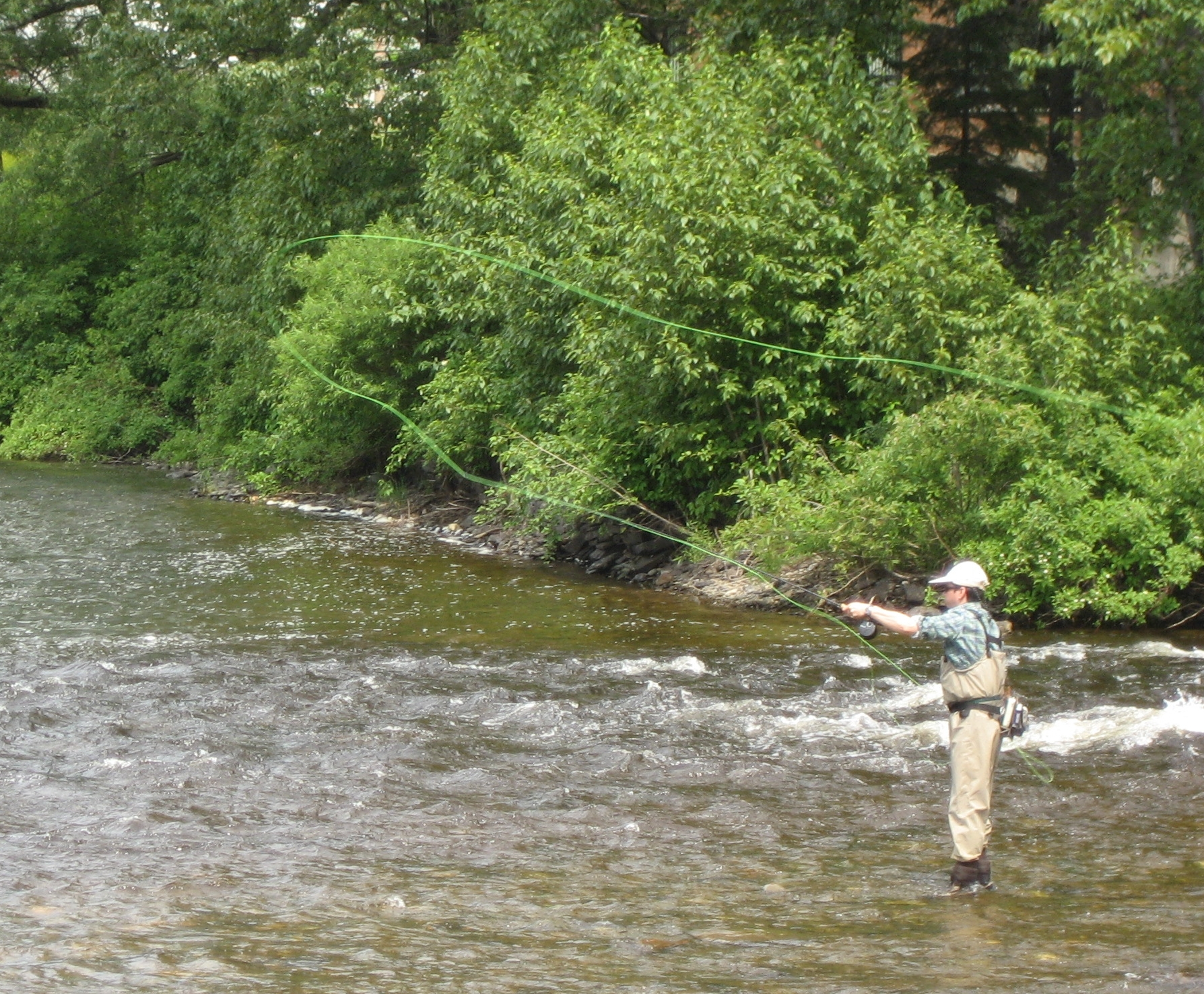
Pêcheur au saumon sur la rivière Matapédia, (Québec)

Au Canada, c'est dans les provinces de l'est, celles dont les rivières se jettent dans le golfe du St-Laurent que Salmo salar est présent : Québec, Terre-Neuve et Labrador, Nouveau-Brunswick et Nouvelle-Écosse.
La pêche sportive se pratique presque exclusivement à la mouche et dans plusieurs rivières la remise à l'eau (no-kill) est obligatoire. Ceux qui pratiquent la pêche sportive du saumon atlantique se nomment saumoniers.
Pour le Québec, la fédération des gestionnaires des rivières à saumon du Québec (FGRSQ), à travers sa marque de commerce Saumon Québec, offre toute l'information sur la pratique de l’activité, ainsi que les rivières disponibles. Il est à noter que la plupart des territoires où se pratique la pêche sont gérés par des organismes sans but lucratif.

### Europe

#### France
En France, à la fin du XXe siècle, la pêche du saumon en rivière n'est plus pratiquée que par quelques centaines ou milliers de personnes, soit parce que le saumon a disparu, soit parce qu'il est devenu si rare que sa pêche a été interdite ou fortement réduite, en accord avec les fédérations de pêche et dans le cadre des comité de gestion des poissons migrateurs (COGEPOMI).
La disparition de l'espèce sur l'ensemble du territoire français a quelque chose de "remarquable" : au début du XXe siècle, le saumon était si abondant en France, que les employés des grandes villes (Paris, Bordeaux, Orléans, Clermont-Ferrand…) réclamaient, sur leur contrats de travail, une clause précisant qu'il était interdit de leur servir du saumon plus de trois fois par semaine.[réf. nécessaire]). Selon le Traité raisonné de la pisciculture et des pêches publié par le Dr Louis Roule en 1914, les petits fleuves côtiers bretons produisaient autrefois à eux seuls environ 4 millions de kilogrammes de saumon, cité par Vibert. De cette « culture ancestrale » du saumon, autrefois partagée sur l'ensemble du territoire français, ne subsistent que peu de choses.
Les scientifiques estiment que la régression du saumon est multifactorielle, associant plus ou moins et de manière différente selon les régions concernées la surpêche, la pollution de l'eau, la dégradation des habitats (marins, saumâtres et d'eau douce), la dégradation des zones de frayères (envasement, colmatages, gravières, pollution…), l'artificialisation des cours d'eau et de leur débit, la construction de nombreux barrages infranchissables et seuils difficilement franchissables pour les saumons, les apports chroniques de pesticides et d'engrais dans les cours d'eau et le manque d'efficacité de certaines échelles à poissons. Comme pour l'anguille et d'autres espèces le déclin du saumon semble général dans tout l'hémisphère nord, ce qui laisse penser que les changements globaux (réchauffement climatique, acidification des océans et pluies acides, pollution mercurielle etc.) puissent aussi être en cause. Ces causes de régression et d'autres, qui concernent d'autres espèces de saumons et d'autres salmonidés sont détaillées dans l'article saumon, au paragraphe Causes de régression des saumons sauvages].
En dehors de quelques petits fleuves côtiers de Bretagne (Élorn, Couesnon…) et de quelques rivières des Pyrénées (Gave d'Oloron, Gave de Pau…), et malgré les efforts de connaissance et de réintroduction d'alevins ou de confortement de populations, le saumon a disparu ou est quasi-éteint. Ce recul a aussi entraîné la disparition d'une activité économique et socioculturelle très importante en France, du Néolithique à la fin du XIXe siècle.
Dans le Gaves d'oloron et l'Adour ,dans le sud ouest de la France la peche continue d'etre pratiqué sur les Saumons de l'Adour.

## Survie de l'espèce
Surpêché dans presque tous les cours d'eau de l'Atlantique Nord où il peut encore être trouvé, le saumon atlantique est en régression continue depuis plusieurs siècles, et plus rapidement depuis quelques décennies, en dépit de nombreux efforts faits pour le réintroduire, soutenir ses populations ou faciliter sa migration.
De nombreux facteurs de régression, avérés ou fortement soupçonnés ont été identifiés par la recherche depuis au moins 10 ou 20 ans. En particulier il souffre de la pollution de l'eau, de la dégradation physique et morphologique des rivières, et de la présence de nombreux barrages qui l'empêchent de remonter les cours d'eau pour s'y reproduire.
Il aurait disparu d'environ 309 grandes rivières et fleuves d'Europe et d'Amérique et de nombreux affluents.
Diverses maladies peuvent être transmises aux saumons sauvages via les piscicultures.

## Pression de pêche
En Europe et Amérique du Nord, comme en France, elle n'est pas connue avec grande précision, mais elle est parfois a priori importante eu égard au nombre de saumons et à la fragilité de leurs populations. Dans les années 1980, plusieurs pays, dont la Norvège, ont racheté les droits des pêcheurs afin d'alléger la pression sur l'espèce.
En France, la pression de pêche est ancienne et les pêcheurs de l'amont et de l'aval étaient en rivalités pour exploiter ce poisson migrateur, chaque groupe souhaitant que l'autre lui laisse plus de saumons ; ainsi, lors d'une enquête publique visant à soumettre toute la Loire au régime des échelles à poissons (ce qui avait été rendu possible par une loi du 31 mai 1865), les concessionnaires de sédors (ou polets), grands filets tendus en travers de la basse-Loire près de l'estuaire se plaignaient (via une pétition datée du 13 février 1903) du fait que les pêcheurs de haute- et moyenne-Loire sont eux autorisés à pêcher de jour comme de nuit et toute l'année au moyen de filets flottants (vouillés) mesurant plus de 400 m de long, alors que les premiers ne pouvaient tendre leurs sédors que le 11 janvier après que les plus gros saumons soient passés. C'est finalement paradoxalement l'industrialisation qui a presque sauvé le saumon en imposant l’approfondissement de l'entrée de la Loire pour faire de Nantes un port de mer, ce qui a permis aux saumons d'échapper plus facilement aux filets tendus par les pêcheurs professionnels.
La pression de pêche est aujourd'hui évaluée par l'analyse de « carnets de pêches » remplis par des pêcheurs volontaires, et par des enquêtes "saumon" nationales et périodiques par exemple en 1996, en 1996, en 1997 et en 2002.
Certaines enquêtes faites par le CSP ou des fédérations de pêcheurs portent sur un cours d'eau en particulier (le Scorff en 2001 par exemple ou le Blavet par exemple, en 1998 et en 1999).
Selon ces données et en estimant qu'il n'y a pas de pêche illégale, il y avait en France en 2003 près de 2 600 pêcheurs de saumons en rivière qui pratiqueraient légalement chaque année la pêche au saumon (dont 2150 en Bretagne), en s'acquittant d'une taxe spéciale dite « salmonidés migrateurs». C'est l'équivalent selon le CSP (devenu ONEMA) pour la Bretagne de 1 174 pêcheurs de printemps par rivière et à 819 pêcheurs d’automne par fleuve ou rivière (pour les 28 fleuves ou affluents considérées dans les 5 départements).
Une enquête publiée en 2004, mais faite en 2003 par téléphone auprès de 827 pêcheurs de saumons en Bretagne a donné les résultats suivants : tous les enquêtés étaient « des hommes, âgés en moyenne de 51 ans. 77 % d’entre eux déclarent être les seuls pêcheurs de leur foyer, composé en moyenne de trois personnes » ; retraités pour 35 % d'entre eux. Un tiers des interrogées n'était pas diplômé et 1/3 possédait un CAP ou un BEP. « Leur revenu moyen était 2 200 € nets par mois » ; 10 % des interrogés ayant toutefois un revenu supérieur à 3 800 €. Un « pêcheur moyen effectue 42 visites par an, qui se répartissent équitablement entre la saison de printemps et saison d’automne ». Il fréquente 1,6 rivières, au printemps comme en automne. Les 784 pêcheurs de saumon de printemps font en moyenne 26 sorties au printemps. Les 586 pêcheurs de castillons en font 25 en été-automn. 75 % des pêcheurs effectuent moins de 60 sorties par an. 63 % disent pêcher seuls et 51 % affirment très bien connaître leur parcours de pêche ; 13 % des pêcheurs font plus de 100 sorties de pêche au saumon par an mais les pêcheurs de l'Ouest de la Bretagne sortent plus souvent. Pour près du tiers (30,9 %) des pêcheurs au saumons de Bretagne, la durée d'une sortie moyenne dépasse les cinq heures de pêche. 66 % des pêcheurs de saumons bretons disent avoir été bredouilles pour cette espèce toute l'année, et le record serait de six saumons de printemps et dix castillons en une année et les pêcheurs déclarant de 20 à 30 ans d’expérience sont aussi les plus efficaces. 57 % des pêcheurs disent choisir leur lieu de pêche au saumon en fonction de la beauté de la rivière et de son caractère sauvage. Un tiers des sondés disent avoir effectué au moins un séjour de pêche à l’étranger, presque toujours pour pêcher des salmonidés, ou des carnassiers. Près de 50 % pratiquent aussi la pêche en mer. La Sée est la rivière normande la plus fréquentée avec près de 23 000 visites de pêcheurs de saumon par an (autant au printemps qu'en automne)  Le nombre de pratiquants est resté stable, mais dans les années 1990/2000, le nombre de capture tend à diminuer dans les 5 départements bretons, alors qu'elle augmente significativement dans la Manche (doublement du nombre de captures déclarées de 1997 à 2002 (CSP, 2003).

## Restauration des populations, des habitats
Le 12 août 2011, sur la base d'avis et expertises scientifiques du CIEM, de l' Institut finlandais de la recherche sur le gibier et la pêche et du comité scientifique, technique et économique de la pêche (CSTEP), la Commission européenne a proposé un plan pluriannuel pour la gestion durable et restauratoire du saumon de la mer Baltique dont les stocks sont menacés et en hors des limites biologiques de sécurité, en présentant un risque d'appauvrissement génétique. « Un plan de gestion non contraignant mis en place en 1997 par la Commission internationale des pêches de la mer Baltique (CIPMB) est arrivé à expiration en 2010 ». Il s'agit notamment d' « atteindre 75 % de la production potentielle de saumoneaux dans chacun des cours d'eau abritant des saumons sauvages dans les dix ans suivant l'entrée en vigueur du règlement ») ;  un TAC va concerner les pêches maritimes, dont par navires non enregistrés en tant que navires de pêche (pêche récréative ou sportive) ; dans les 24 mois, les États-membres devront mettre en place un plan de conservation, avec des zones et des périodes d'interdiction de la pêche, afin de permettre la meilleure survie des reproducteurs migrateurs dans leurs eaux littorales. Les repopulations par lâchers de saumons d'élevages dans des cours d'eau comportant des « obstacles artificiels » et n'offrant pas de possibilités de réinstallation de populations autonomes de saumons sauvages seront peu à peu limitées pour limiter la pollution génétique, avec des aides possibles du FEP (Fonds européen pour la pêche). Des réintroductions locales afin de restaurer des « populations autonomes de saumons sauvages » sont possibles (avec des aides du FEP). Ces projets s'inscrivent dans le cadre de la Directive habitats et de la DCE (Directive-cadre sur l'eau), mais aussi la Directive-cadre Stratégie pour le milieu marin.